# Stefan Hofer (Romanist)
Stefan Hofer (* 9. Juli 1888 in Wien; † 6. Mai 1959) war ein österreichischer Romanist.

## Leben
Hofer wurde am 30. Juni 1911 in Wien bei Philipp August Becker promoviert. Thema seiner Dissertation war Der heutige Stand der Rabelaisforschung. Er war dann Gymnasiallehrer in Wien, gleichzeitig Wissenschaftler, der zur Literatur des Alt- und Mittelfranzösischen publizierte und aus dem Spanischen (Vicente Blasco Ibáñez), Französischen und Englischen übersetzte. Er war Opfer des Nationalsozialismus.
Nach dem Krieg wurde Hofer Ordinarius für romanische Literaturwissenschaft an der Universität Wien.

## Werke
- (Bearbeiter) Gustav Gröber: Geschichte der mittelfranzösischen Literatur. 2. Auflage, 2 Bde., Berlin 1933/1937 (Grundriss der Romanischen Philologie. Neue Folge. III, 3 und 4)
- Chrétien de Troyes. Leben und Werke des altfranzösischen Epikers, Graz/Köln 1954